# Pablo Ortega
Pablo Oscar Ortega (Villa Dolores, 29 de agosto de 1994) es un futbolista argentino. Juega de mediocampista ofensivo y su equipo actual es Gimnasia y Esgrima de Mendoza que disputa la Primera Nacional de Argentina.

## Trayectoria

### Talleres de Córdoba
Llegó al club en 2009. En julio de 2014 viajó para hacer su primera pretemporada en vísperas al inicio del Torneo Federal A. El 12 de agosto firmó su primer vínculo como jugador profesional. El 23 de octubre debutó de manera oficial ante Alumni de Villa María, por Copa Argentina de la mano de Ángel Hoyos. En 2015 fue destacado con el Premio Estímulo de La Voz del Interior.
Estuvo a préstamo en el Tlaxcala de México por seis meses durante la primera mitad del 2016 y regresó a Talleres para jugar el Torneo de Reserva de Primera División 2016/17, título que ganaría con el club "Albiazul".

### Central Córdoba de Santiago del Estero
En agosto de 2017 se transformó en refuerzo de Central Córdoba para disputar el Torneo Federal A. En 2018 disputa el torneo del Nacional B.
El 7 de junio de 2019 consigue el ascenso a la Superliga ganándole a Samiento de Junín en los penales (5 a 3) tras haber igualado en los 90 minutos. En el partido de ida igualaron (1 a 1)

## Estadísticas
Actualizado al 28 de octubre de 2024

| Talleres de Córdoba Argentina | 3.ª           | 2015          | 18 | 5  | 0 | 0 | — | — | 18 | 5  | 0.28 |
| Talleres de Córdoba Argentina | Total club    | Total club    | 18 | 5  | 0 | 0 | — | — | 18 | 5  | 0.28 |
| Coyotes de Sonora · México | 2.ª           | 2016          | 0  | 0  | 0 | 0 | — | — | 0  | 0  | 0    |
| Coyotes de Sonora · México | Total club    | Total club    | 0  | 0  | 0 | 0 | — | — | 0  | 0  | 0    |
| Central Córdoba Argentina | 2.ª           | 2018-19       | 21 | 4  | 7 | 2 | — | — | 28 | 6  | 0.21 |
| Central Córdoba Argentina | Total club    | Total club    | 21 | 4  | 7 | 2 | — | — | 28 | 6  | 0.21 |
| Ferro Argentina | 2.ª           | 2019-20       | 6  | 0  | 0 | 0 | — | — | 6  | 0  | 0    |
| Ferro Argentina | 2.ª           | 2020          | 1  | 0  | 0 | 0 | — | — | 1  | 0  | 0    |
| Ferro Argentina | Total club    | Total club    | 7  | 0  | 0 | 0 | 0 | 0 | 7  | 0  | 0    |
| Atlético Güemes Argentina | 2.ª           | 2021          | 3  | 0  | 0 | 0 | — | — | 3  | 0  | 0    |
| Atlético Güemes Argentina | Total club    | Total club    | 3  | 0  | 0 | 0 | — | — | 3  | 0  | 0    |
| Olimpo Argentina | 3.ª           | 2022          | 16 | 4  | 1 | 0 | — | — | 17 | 4  | 0.24 |
| Olimpo Argentina | Total club    | Total club    | 16 | 4  | 1 | 0 | — | — | 17 | 4  | 0.24 |
| Gimnasia de Mendoza Argentina | 2.ª           | 2023          | 4  | 0  | 0 | 0 | — | — | 4  | 0  | 0    |
| Gimnasia de Mendoza Argentina | Total         | Total         | 4  | 0  | 0 | 0 | 0 | 0 | 4  | 0  | 0    |
| San Miguel Argentina | 3.ª           | 2023          | 14 | 1  | 0 | 0 | — | — | 14 | 1  | 0.07 |
| San Miguel Argentina | 2.ª           | 2024          | 4  | 0  | 0 | 0 | — | — | 4  | 0  | 0    |
| San Miguel Argentina | Total         | Total         | 18 | 1  | 0 | 0 | 0 | 0 | 18 | 1  | 0.06 |
| Total carrera | Total carrera | Total carrera | 87 | 14 | 8 | 2 | 0 | 0 | 95 | 16 | 0.17 |
| (1) La copa nacional se refiere a la Copa Argentina y Supercopa Argentina . (2) La copa internacional se refiere a la Copa Sudamericana, Recopa Sudamericana, Copa Libertadores y Copa Suruga Bank. |               |               |    |    |   |   |   |   |    |    |      |

## Palmarés
| Título            | Club                  | País      | Año     |
| ----------------- | --------------------- | --------- | ------- |
| Torneo Federal A  | Talleres de Córdoba   | Argentina | 2015    |
| Torneo de Reserva | Talleres de Córdoba   | Argentina | 2017    |
| Torneo Federal A  | Central Córdoba (SdE) | Argentina | 2017-18 |